# Tetéi Alibékova
Tetéi Alibékova –en ruso, Тетей Алибекова– es una deportista rusa que compitió en lucha libre. Ganó dos medallas en el Campeonato Mundial de Lucha, plata en 1992 y bronce en 1993, y una medalla de oro en el Campeonato Europeo de Lucha de 1993.

## Palmarés internacional
| Campeonato Mundial | Campeonato Mundial | Campeonato Mundial | Campeonato Mundial |
| Año                | Lugar              | Medalla            | Categoría          |
| ------------------ | ------------------ | ------------------ | ------------------ |
| 1992               | Lyon (Francia)     | Medalla de plata   | 47 kg              |
| 1993               | Stavern (Noruega)  | Medalla de bronce  | 47 kg              |
| Campeonato Europeo |                    |                    |                    |
| Año                | Lugar              | Medalla            | Categoría          |
| 1993               | Ivánovo (Rusia)    | Medalla de oro     | 47 kg              |